# Кенънбол
Кънънбол  (на английски: Cannonball River), (на езика лакота: Инянуакагапи Уакпа (Íŋyaŋwakağapi Wakpá)) е река, приток на река Мисури, дълга около 135 мили (217 км), която тече в югозападната част на Северна Дакота, САЩ.
Тя извира в Литъл Мисури национални пасища, в безплодните земи северно от Aмидън в северната част на окръг Слоуп. Тече на изток североизток, преминавайки през Ню Ингланд, Мот и Бърт. Приема водите на Сидър Крийк на около 15 мили (24 км) югозападно от Шийлд, след което продължава да тече на североизток през Шийлд, формирайки северната граница на окръг Сиукс и Индианския резерват Стендинк Рок. Влива се в Мисури в езерото Оахе близо до Кенънбол, който получава името си от реката.